# Максимов, Николай Иванович (учёный)
Никола́й Ива́нович Макси́мов (24 октября 1941, Суздальский район Владимирской области) ― советский и российский учёный, специалист в области оценки качества высшего образования, технологии и проектирования текстильных изделий, кандидат технических наук, профессор, Заслуженный работник высшего образования, член-корреспондент Петровской академии наук и искусств. Долгие годы являлся первым проректором - проректором по учебной работе Московского государственного текстильного университета им. А.Н. Косыгина (ныне Российский государственный университет имени А.Н. Косыгина (Технологии. Дизайн. Искусство) , а также Президентом Гильдии экспертов в сфере профессионального образования, возглавлял Координационный совет учебно-методических объединений и научно-методических советов высшей школы. 

## Биография
- В 1960 году окончил Ивановский химико-технологический техникум, работал на Барнаульском хлопчатобумажном комбинате.
- В 1963 году поступил в Московский текстильный институт по специальности «Машины и аппараты текстильной легкой промышленности», по окончании в 1967 году  был рекомендован в аспирантуру.
- С 1970 года работал на кафедре Проектирование машин для производства химических волокон и красильно-отделочного оборудования Московского текстильного института ассистентом, старшим преподавателем, а затем – доцентом и профессором.
- В 1972 году защитил кандидатскую диссертацию на соискание учёной степени кандидата технических наук на тему «Исследование процесса стрижки ворса ткани и расчет стригальных аппаратов».
- В 1977 году был назначен на должность проректора по учебной работе Московского текстильного института.
- В 1987 году на Максимова Н.И. были возложены обязанности заместителя председателя совета Учебно-методического объединения по образованию в области технологии и проектирования текстильных изделий.
- В 1991 году присвоено ученое звание профессора по кафедре «Проектирование машин для производства химических волокон и красильно-отделочного оборудования»  Московской государственной текстильной академии им. А. Н. Косыгина.
- В 1997 году  был назначен на должность первого проректора - проректора по учебной работе Московской государственной текстильной академии им. А. Н. Косыгина и возглавил Президиум координационного совета учебно-методических объединений и научно-методических советов Минобрнауки РФ.
- С 2004 года Максимов Н.И. по совместительству работал в Московском государственном текстильном университете им. А.Н.Косыгина в должности заведующего кафедрой теоретической механики.
- С 2012 по ноябрь 2022 года являлся Президентом Гильдии экспертов в сфере профессионального образования, входил в состав Национального аккредитационного совета по профессионально-общественной и международной аккредитации профессиональных образовательных программ.

## Научная и педагогическая работа
Максимов Н.И. имеет большой опыт организации учебного процесса и научно-методической работы. По его инициативе с 1990 года начата подготовка специалистов-инженеров из числа выпускников техникумов в сокращенные сроки обучения. Под его руководством и при личном участии разработаны система интеграции высшего и среднего профессионального образования (техникум-вуз), методики разработки оценочных средств для итоговой государственной аттестации выпускников вузов, макеты государственных образовательных стандартов высшего профессионального образования, государственные образовательные стандарты и другая нормативно-методической документация. Максимов Н.И. – квалифицированный преподаватель, имеющий более чем 40-летний стаж научно-педагогической деятельности. Им разработан новый курс «Динамика красильно-отделочных машин», опубликовано свыше 150 научных и научно-методических работ. Максимов Н.И. внес значительный вклад в развитие структуры и содержания высшего образования в России, в формирование и эффективную координацию сети Учебно-методических объединений, в разработку и внедрение новых подходов к систематизации содержания подготовки студентов с учетом новых достижений науки и технологий, тенденций развития высшего образования в России и за рубежом. 

## Наиболее значимые работы
- Основные подходы к формированию модели системы качества в вузе. – М.: Исследовательский центр проблем качества подготовки специалистов, 2003. – 103 с.;
- «Мягкий путь» вхождения российских вузов в Болонский процесс. – М.: ОЛМА-ПРЕСС, 2005. 22 п.л. (соавт.);
- Проектирование государственных образовательных стандартов ВПО нового поколения. – М.: Исследовательский центр проблем качества подготовки специалистов, 2005. – 102 с.;
- Концептуальные основы проектирования инновационной системы классификации и стандартизации образовательных программ высшего профессионального образования – М.: ФИРО, 2007. Вып. 6. – 71 с.;
- Методические рекомендации по применению зачетных единиц (ECTS) при разработке и реализации программ высшего профессионального образования в условиях введения федеральных образовательных стандартов – М.: Изд-во МГУ им. М.В.Ломоносова, 2007. – 101 с.

## Награды
За многолетнюю работу по подготовке кадров для народного хозяйства Н.И. Максимов был удостоен правительственными наградами:
- орден «Знак Почета»
- орден Трудового Красного Знамени
- орден Дружбы народов (28 октября 1994) ― за заслуги в развитии отечественной науки и подготовке высококвалифицированных специалистов
- медаль «За доблестный труд»
- медаль«В память 850-летия Москвы»
- знак «Почетный работник высшего профессионального образования»
- знак «Заслуженный работник высшей школы».

Награжден Орденом Святой Анны третьей степени, Орденом Святого Станислава 2 степени. За труды на поприще возрождения духовности, культуры, творчества, образования и науки России удостоен специального именного письма Российского Императорского Дома Романовых.